# Animals as Leaders
Animals as Leaders ist eine US-amerikanische Progressive-Metal-Band, die 2007 von dem Gitarristen Tosin Abasi gegründet wurde. Der Name der Band leitet sich von dem Buch Ismael von Daniel Quinn ab.

## Geschichte
Nachdem sich Tosin Abasis Band Reflux aufgelöst hatte, machte Prosthetic Records ihm wegen seiner gitarristischen Fähigkeiten den Vorschlag, ein Solo-Album aufzunehmen. Anfangs lehnte Tosin das Angebot ab, da er es für unnötig und egoistisch hielt, eine Solokarriere zu starten. Als Reflux endgültig auseinanderging, nahm er das Angebot an. Zusammen mit Misha Mansoor von Periphery kreierten sie das selbstbetitelte Album Animals as Leaders, welches am 28. August 2009 via Prosthetic Records erschien. Während der Aufnahmen übernahm Tosin Abasi sowohl die Gitarre, als auch den Bass und mit Hilfe von Misha Mansoor wurden per Computerprogramm und Synthesizer die restlichen Parts für Schlagzeug und Keyboard hinzugefügt.
Für Live-Auftritte legte sich Tosin ein festes Line-Up aus Javier Reyes, Chebon Littlefield und Navene Koperweis zurecht. Im März 2012 verließ Navene Koperweis die Band, um sich vermehrt seinen Soloprojekten zu widmen. Als neuer Schlagzeuger wurde Matt Garstka in die Band geholt.

## Stil
Der Stil der Band lässt sich schwer einordnen, da manche Lieder der Band akustisch sind, während andere harte Riffs enthalten. Die Band beschreibt den Stil auf ihrer Myspace-Seite selbst als experimentellen Progressive Metal. Eine weitere Besonderheit der Band ist, dass ihre Musik rein instrumental ist. Die Band arbeitet sehr viel mit Polyrhythmik und komplizierten Harmonien. Zudem benutzen die beiden Gitarristen primär achtsaitige E-Gitarren, was ihrem Sound zu noch mehr Tiefe und Variabilität verhilft. In einzelnen Songs greift Abasi auch auf eine neunsaitige Gitarre zurück. In ihrer Musik finden sich Einflüsse aus dem Metal, Jazz und Prog. Teile ihrer Musik lassen sich auch dem Djent zuschreiben.

## Diskografie

### Alben
- 2009: Animals as Leaders
- 2011: Weightless
- 2014: The Joy of Motion
- 2015: Animals as Leaders – Encore Edition
- 2016: The Madness of Many
- 2022: Parrhesia

### Live-Alben
- 2018: Animals as Leaders – Live 2017

### Singles
- 2009: Wave of Babies